# ميثانية خليوية
الميثانية الخليوية (الاسم العلمي:Methanocella) هي جنس من العتائق تتبع فصيلة الميثانات الخليوية من رتبة الميثانيات الخليوية.

## أنواع
- ميثانية خليوية رزية (الاسم العلمي:Methanocella arvoryzae)
- ميثانية خليوية كونرادية (الاسم العلمي:Methanocella conradii)
- ميثانية خليوية سبخية (الاسم العلمي:Methanocella paludicola)